# تحليل عقدي (كهرباء)

قوانين دائرة كيرشوف

التحليل العقدي (بالإنجليزية: Nodal analysis)‏ تحليل الدوائر الكهربائية، هناك طريقة التحليل العقدي أو تحليل العقد للفولتج وهي طريقة لحساب قيمة الفولت (فرق الجهد) بين العقد (وهي نقطة التقاء العناصر أو الفروع المتصلة في الدائرة الكهربائية) وفق شروط مرور التيارات داخل الدائرة الكهربائية.

## طريقة الحل
1- ملاحظة جميع توصيلات السلك الواحد في الدائرة. وهذه هي العُقد (النود) في التحليل العقدي (النودالي).
2- حدد عقدة واحدة كمرجع رئيسي للأرض، واختيارك لأي عقدة كانت لن يغير النتيجة النهائية، ويُفضل اختيار العقدة ذات التوصيلات الأكثر لتبسيط الحل.
3- عيّن متغير لكل عقدة مجهول قيمة جهدها، أما إن كان معروف قيمة جهدها فلا حاجة لتعيين متغير.
4- لأي عقدة مجهولة القيمة، يمكن تشكيل معادلة من خلالها عن طريق قانون كيرشوف للتيارات، والمعادلة تكون عبارة عن جمع التيارات التي تمر في تلك العقدة بمعادلة واحدة مساوية للصفر، والعثور على قيمة التيار ليس أكثر من القيام بأخذ قيمة الفولت الخارج منه التيار ناقصًا الفولت القادم إليه التيار، مقسومًا بالمقاومة بينهما.
5- إذا كانت هناك مصادر للجهد بين اثنين من قيم الجهود الغير معروفة، نضمهما بمعادلة واحدة تسمى العقدة العظمى (Supernode)، يتم الجمع بين تيارات العقدتين المجهولتين في معادلة واحدة.
6- تحل جميع المعادلات في وقت واحد لكل قيمة جهد مجهولة.